# Анна Бурбон-Пармская
Анна Бурбон-Пармская (рум. Ana de Bourbon-Parma; 18 сентября 1923, Париж, Франция — 1 августа 2016, Морж, Во, Швейцария) — супруга бывшего короля Королевства Румыния Михая I.

## Биография
В 1943 году записалась добровольцем в Свободные французские силы и как водитель санитарной машины прошла через Алжир, Марокко, Италию, Люксембург и освобождённую Германию.
В июне 1948 года вышла замуж за Михая I, бывшего короля Румынии.
Вначале Святейший Престол (который решал этот вопрос непосредственно с Михаем) отказался предоставить разрешение на свадьбу. Как Бурбон, Анна была связана правами с римско-католической церковью, которая требовала, чтобы она вступила в брак с католиком (Михай был православным).
В Париже две семьи решили уговорить папу римского лично. В начале марта мать Анны и мать Михая встретились с папой римским Пием XII, который, несмотря на уговоры и тот факт, что принцесса Маргрете Бурбон-Пармская стучала кулаком по столу в гневе, отказал в разрешении на брак между Анной и Михаем.
Позже Анна была крещена в Болгарии и приняла православную веру, и 10 июня 1948 года в Афинах состоялась свадьба.
Скончалась в 2016 году. Погребена в усыпальнице монархов Румынии – Успенском кафедральном соборе г. Куртя-де-Арджеш.

## Дети
- Кронпринцесса Маргарита (род. 1949), замужем, детей нет
- Принцесса Елена (род. 1950), первый брак - с Лесли Робином Медфорт-Миллсом, двое детей; в настоящее время в браке с Александром Филлипсом Никсоном Макатиром, детей нет.
  - Николас Медфорт-Миллс (род. 1 апреля 1985 года);
  - Элизабет Медфорт-Миллс (Elisabeta Karina de Roumanie Medforth-Mills, род. 4 января 1989 года).
- Принцесса Ирина (род. 1953), урождённая принцесса Румынии, 
  - Майкл-Торстен Крюгер (род. 25 февраля 1984, женат на Таре Мари Литлфилд с 26 февраля 2011
    - Коэн Крюгер (род. 28 марта 2012)

  - Анжелика-Маргарита Бианка (род. 29 декабря 1986) замужем за Ричардом Робертом Найтом с 25 октября 2009 
    - Кортни Бианка Найт (род. 31 мая 2007)
    - Диана Найт (род. 2011)
- Принцесса София (род. 1957)
- Принцесса Мария (род. 1964)